# Konstantin Sergejewitsch Schilzow
Konstantin Sergejewitsch Schilzow (russisch Константин Сергеевич Шильцов; * 7. Mai 2002 in Jelez) ist ein russischer Fußballspieler.

## Karriere

### Verein
Schilzow begann seine Karriere bei Master-Saturn Jegorjewsk. Zur Saison 2019/20 wechselte er in die Akademie von Spartak Moskau. Im Juni 2020 stand er gegen Arsenal Tula erstmals im Kader der ersten Mannschaft von Spartak. Für diese debütierte er im Oktober 2020 in der Gruppenphase des nationalen Pokals gegen FK Jenissei Krasnojarsk. Bei der 0:1-Auswärtsniederlage wurde er in der 73. Minute für Zelimkhan Bakaev eingewechselt. Es blieb seine bisher einzige Pflichtspielpartie für die Profis von Spartak.
Im November 2020 gab er auch sein Debüt für die zweite Mannschaft von Spartak in der zweitklassigen Perwenstwo FNL, als er am 23. Spieltag der Saison 2020/21 gegen Tom Tomsk in der 71. Minute für Daniil Denissow eingewechselt wurde. Für Spartak-2 kam er zu 41 Zweitligaeinsätzen, in denen er zehn Tore erzielte. Nach der Saison 2021/22 löste sich die Reserve aber auf.
Zur Saison 2022/23 wurde Schilzow innerhalb der Premjer-Liga an den FK Nischni Nowgorod verliehen. Dort kam er im Juli 2022 gegen Lokomotive Moskau zu seinem Debüt in der Premjer-Liga. Bis zum Ende der Leihe kam er zehnmal zum Zug. Im August 2023 wurde er an den Zweitligisten Rodina Moskau weiterverliehen und kam dort bis zur Winterpause auf acht Pflichtspieleinsätze.
Anschließend folgte im Februar 2024 eine weitere Leihe zum Ligarivalen FK Neftechimik Nischnekamsk.

### Nationalmannschaft
Schilzow absolvierte 2019 fünf Freundschaftsspiele für die russische U-18-Nationalmannschaft und 2022 hatte er drei weitere Testspieleinsätze bei der U-21-Auswahl.